# Tonga en los Juegos Olímpicos de Sochi 2014
Tonga estuvo representada en los Juegos Olímpicos de Sochi 2014 por un deportista masculino que compitió en luge.
El portador de la bandera en la ceremonia de apertura fue el piloto de luge Bruno Banani. El equipo olímpico tongano no obtuvo ninguna medalla en estos Juegos.